# Виламасарджа
Виламаса̀рджа (на италиански: Villamassargia; на сардински: Bidda Matzràxa, Бида Мацража) е малко градче и община в Южна Италия, провинция Южна Сардиния, автономен регион и остров Сардиния. Разположено е на 121 m надморска височина. Населението на общината е 3684 души (към 2010 г.).